# Mircea Horia Simionescu
Mircea Horia Simionescu (n. 23 ianuarie 1928, Târgoviște, Dâmbovița, România – d. 18 mai 2011, București, România) a fost un prozator, publicist și eseist român.

## Biografie

### Primii ani, educație
Mircea Horia Simionescu s-a născut  la 23 ianuarie 1928, la Târgoviște, într-o familie descinzând din ramura Brătienilor argeșeni (bunica paternă, fiică a lui Ion Brătianu) și din aceea, bucureșteană, a Căciuleștilor.  Tatăl său, Stelian Simionescu, era ofițer,  s-a stins din viață la 41 de ani, iar mama, Irina (n. Popescu), era funcționară la P.T.T.
Urmează școala primară (1930-1934) și cursurile liceului de băieți Ienăchiță Văcărescu (1939-1948) la Târgoviște. S-a înscris în 1948 la Facultatea de Litere a Universității din București, pe care a întrerupt-o în anul al doilea din cauza situației materiale precare. A absolvit facultatea în anul 1962, la secția fără frecvență, cu lucrarea de licență „Lirica lui G. Călinescu”. Printre profesorii care l-au marcat pe el și pe colegii săi de generație se numărau Tudor Vianu, George Călinescu, Iorgu Iordan.

### Activitate culturală
În anul 1943 face cunoștință cu Costache Olăreanu și Radu Petrescu, viitorul nucleu a ceea ce se va numi, peste aproximativ 30 de ani, Școala de la Târgoviște. Din anul 1950 lucrează la ziarul Scânteia, ca redactor; părăsește gazetăria în 1969, pentru o slujbă de funcționar pe lângă C.C. al P.C.R. și în Consiliul Culturii și Educației Socialiste (1969-1971).
Devine director al Operei Române între anii 1971-1973, se pensionează din motive medicale în anul 1974. Este afiliat Școlii de la Târgoviște, alături de Radu Petrescu, Costache Olăreanu și Tudor Țopa. Prietenii îl alintă folosind inițialele M.H.S. A fost caracterizat de critica literară drept un precursor al postmodernismului literar românesc.

## Opere publicate
- A debutat editorial, în anul 1969, cu romanul Dicționar onomastic, primul volum din ciclul Ingeniosului bine temperat.

Din același ciclu mai fac parte romanele:
- Bibliografia generală (1971);[4]
- Jumătate plus unu (Alt dicționar onomastic) (1976);
- Breviarul (Historia calamitatum) (1980);
- Toxicologia sau Dincolo de bine și dincoace de rău (1983).

## Alte opere publicate
- După 1900, pe la amiază (1974), 20 de proze;
- Răpirea lui Ganymede, jurnal eseu de călătorie (1975);
- Nesfârșitele primejdii, roman (1978);
- Învățături pentru delfin, roman (1979);
- Ulise și umbra, note de călătorie (1982);
- Banchetul, 13 povestiri (1982);
- Redingota, roman (1984);
- Licitația, roman (1985);
- Trei oglinzi, conține transcrierea primului caiet de jurnal, din 1946 (1987);
- Asediul locului comun, roman (1988);
- Îngerul cu șorț de bucătărie, nuvele (1993);
- Povestiri galante (1995);
- Paltonul de vara, roman (1996);
- Fărădelegea vaselor comunicante (1997);
- Febra. File de jurnal (1963-1971) (1998);
- Târgoviște, scurt excurs sentimental (1999);
- Literatură dus-întors (2005)
- Rătăcirile unui caligraf, memorialistică în dialog (2006)
- Vârstele (2007)
- Versete de unică folosință, poeme (2010).

## Dicționarul onomastic
Despre Dicționarul onomastic, autorul afirma la reeditarea cărții:
„Îmi place să-i cred pe criticii și pe ceilalți cititori ai mei că interesul general pentru această propunere insolită de nou roman nu a scăzut în cei 30 de ani de la apariție (1968).

Am inaugurat cu Dicționarul onomastic tetralogia mea Ingeniosul bine temperat (o repet, pentru că, adesea, chiar editorii și criticii mei încurcă numele ciclului și al fiecărui volum...), întrevăzând în următoarele cărți treptele celorlalte anotimpuri ale cunoașterii - prin carte, prin istorie, prin critica erorii. Dicționarul a primit un adaos - când a apărut, mersese doar până la litera J -, odată cu culegerea Jumătate plus unu (Editura Albatros, 1977), astfel ca să adune din mape tot ce conducea firesc la Z. Acest volum este primul text integral al originalului roman ce concurează, cum s-a spus... "Cartea de telefon". De ce nu m-am oprit la un număr rezonabil de nume, dacă important era jocul și nu textul?
Răspunsul nu-l vor afla cei care, obișnuiți cu horoscoapele, doresc să afle prin nume caracterul, fizionomiile sau măcar părerile unuia despre caracter, nici cei care trag de cotorul cărții ca să dezgroape etimologii (după informațiile mele, Dicționarul onomastic s-a aflat multă vreme, în marile biblioteci, pe raftul dicționarelor), nici afonii care, călcând pe clapele vioaie ale cărții, nu disting, sub virtuozitățile ludice ale scrierii, acordurile ei grave.

După cum ușor se poate vedea, este vorba despre o carte de literatură - literatură, scrisă și oferită cititorului obosit de grămezile de cărți cu cap și coadă, dar fără ceva la mijloc, cărți în care se succed părți ce nu se plămădesc una dintr-alta datorită simplei inerții a fermentației, maiaua fiind mai concludentă decât coca. 

Dicționarul e o năzdrăvănie - cum a numit-o, mângâindu-i manuscrisul, Geo Bogza - carte bună de citit, după plac, pe o bancă într-un parc sau pe un acoperiș, în tramvai sau într-o cabană alpină, de la mijloc, de dinapoi înainte, de dedesubt spre manșeta de sus, ca almanahurile și calendarele străbunicilor, ca răvașele și scrisorile, ca telegramele de presă”.

## Premii și distincții
La împlinirea vârstei de 70 de ani, în 1998, primește Premiul Opera Omnia al Uniunii Scriitorilor din România; de asemenea, Uniunea Scriitorilor i-a acordat Premiul pentru proză în 1971, 1975 și 1996. Alte distincții: Premiul Opera Omnia al revistei "Observator cultural" (2007), Premiul de excelență al Radio România Cultural (2008), Marele Premiu "Prometheus" pentru Opera Omnia al Fundației Anonimul (2008). În 2003, la 75 de ani de viață și 60 de activitate literară neîntreruptă, a fost sărbătorit în orașul natal de Primăria municipiului Târgoviște. Este Cetățean de Onoare al orașului Târgoviște din 1996.

### Decorații
- Ordinul național „Pentru Merit” în grad de Comandor (1 decembrie 2000) „pentru realizări artistice remarcabile și pentru promovarea culturii, de Ziua Națională a României”[5]